# 霍皮奥罗皮奥涅尔斯科耶农村居民点
霍皮奥罗皮奥涅尔斯科耶农村居民点（俄语：Хопёропионерское сельское поселение）是俄罗斯联邦伏尔加格勒州乌留平斯克区所属的一个农村居民点。其下辖有3个居民点，行政中心为克里乌申斯基。据2016年统计，该农村居民点的人口为846人。